# Thesium nutans
Thesium nutans är en sandelträdsväxtart som beskrevs av Robyns & Lawalree. Thesium nutans ingår i släktet spindelörter, och familjen sandelträdsväxter. Inga underarter finns listade i Catalogue of Life.